# Psicograma
Psicograma es un término que a veces se usa en campos dentro de la psicología, como la teoría y la percepción de la personalidad, así como en la grafología y el análisis de escritura a mano. El término tiene múltiples usos, algunos anticuados, y no suele estar definido con claridad o ser usado de forma consistente.
Un sentido del término proviene de la investigación psicológica a mediados del siglo XX, lo que significa una medida psicológica compuesta que intenta integrar varios elementos de los procesos de pensamiento de una persona, a menudo un diagrama, generalmente en forma de círculo. En este sentido, un psicograma denotaría "no la suma de elementos sino su interrelación" como una forma de reducir "acontecimientos complejos a un diseño simple que permite al individuo tomar su decisión".
El término fue utilizado por algunos psicólogos como Daniel S. Anthony en la década de 1960, Se utilizó como una representación visual o "mapa" de la personalidad de un individuo. El término nunca se popularizó dentro del establecimiento académico psicológico convencional, posiblemente porque no había un sentido consistente de qué eran los psicogramas o cómo deberían usarse.
Otros usos del término tienen menos énfasis en la medición de la personalidad y más en la medición de la percepción psicológica, y de esta manera se usa junto con la técnica de proyección de manchas de tinta de Rorschach, de modo que las puntuaciones en varias medidas después de una prueba de Rorschach se combinan en un resumen de todas las respuestas puntuadas, al cual se llama psicograma.
Otro uso diferente, aunque ligeramente relacionado del término se refiere a un sistema específico de análisis de escritura a mano en el campo de la grafología.
Hay otros sentidos que aparecen esporádicamente y que no se utilizan de forma constante. Por ejemplo, el departamento de psicología de la Universidad Estatal de Illinois ha utilizado el término como título de un boletín informativo y también se ha usado para describir un tipo de poesía con forma de monólogo dramático. El término también fue usado brevemente en 1896 en relación con los primeros experimentos de visión relacionados con la percepción.